# Kachina Chasmata

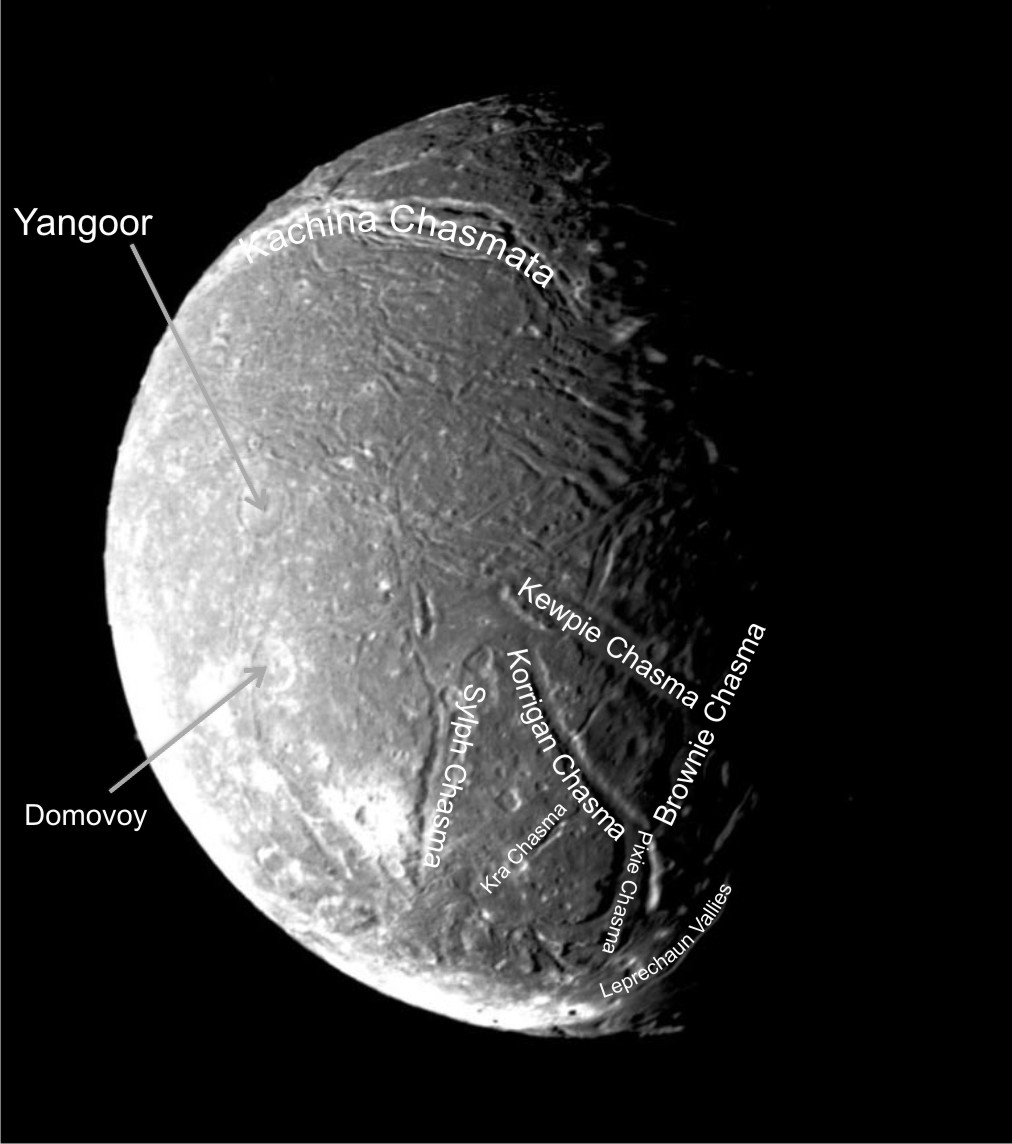
Imagine Voyager 2 a lui Ariel. Kachina Chasmata poate fi văzută în partea de sus a imaginii.

Kachina Chasmata este cel mai lung canion sau sistem de canioane de pe suprafața satelitului uranian Ariel. Numele provine de la un spirit din mitologia Hopi.  Chasmata de 622 km lungime si 50 km lățime provine dintr-un sistem de falii normale care se întinde de la nord-vest la sud-est. Faliile au legat blocuri de crustă coborâte, formând structuri numite grabene.  Canioanele au tăiat terenul craterizat, ceea ce înseamnă că s-au format într-o etapă relativ târzie a evoluției satelitului, când interiorul lui Ariel s-a extins și ca urmare scoarța sa de gheață s-a crăpat.  Podeaua canioanelor nu este vizibilă pe imaginile obținute de sonda spațială Voyager 2 în ianuarie 1986;  astfel, în prezent nu se știe dacă este acoperit de câmpii netede precum podelele altor graben arieliane. 
În timpul zborului Voyager 2 din 1986, emisfera nordică a lui Ariel nu a fost iluminată de Soare, deoarece nava spațială a sosit în timpul unui solstițiu sudic pe Uranus. Cu toate acestea, pentru că era încă iluminat de lumina reflectată de Uranus, oamenii de știință, folosind metode avansate de procesare, au reușit să detecteze unele detalii în emisfera întunecată. Aceste analize au relevat o continuare a Kachina Chasmata în emisfera întunecată, posibil până la membrul opus.   Deoarece lungimea totală a caracteristicii pare a fi 1800–2200 km, poate fi comparabilă cu Ithaca Chasma de pe Tethys. 